# Alcalá de la Vega
Pour les articles homonymes, voir Alcalá.
Alcalá de la Vega est une municipalité espagnole de la province de Cuenca, dans la région autonome de Castille-La Manche.